# 保宁寺塔
保宁寺塔，位于山西省运城市闻喜县东镇西街村北街居民组。

## 历史
保宁寺创建于唐开元六年（718年），初名唐兴寺，北宋治平二年（1065年）重建，改名保宁寺。元至元年间、清雍正三年（1725年）重修。民国三年（1914年）寺庙被征用办学。1938年遭日军轰炸，塔顶被毁。

## 建筑
保宁寺塔坐北朝南，八角七级密檐式砖塔，残高29米。青砖砌筑。

## 保护
2016年6月6日，保宁寺塔公布为第五批山西省文物保护单位。